# Long Hoa, Hải Khẩu
Long Hoa (tiếng Trung:龙华区, Hán Việt: Long Hoa khu) là một quận của địa cấp thị Hải Khẩu, tỉnh Hải Nam, Cộng hòa Nhân dân Trung Hoa. Long hoa có diện tích 300 km², dân số năm 2002 là 440.000 người.

## Các đơn vị hành chính
Long Hoa được chia ra thành các các đơn vị hành chính sau:
- các nhai đạo: Trung Sơn 山中街道、Tân Hải (滨海街道)、金贸街道、Đại Đồng (大同街道)、海垦街道、Kim Vũ (金宇街道)
- các trấn: Thành Tây (城西镇)、Long Kiều (龙桥镇)、新坡镇、遵谭镇、Long Tuyền (龙泉镇)